# Tiroloscia squamata
Tiroloscia squamata är en kräftdjursart som beskrevs av Karl Wilhelm Verhoeff 1938B. Tiroloscia squamata ingår i släktet Tiroloscia och familjen Philosciidae. Inga underarter finns listade i Catalogue of Life.